# Legión del Caribe

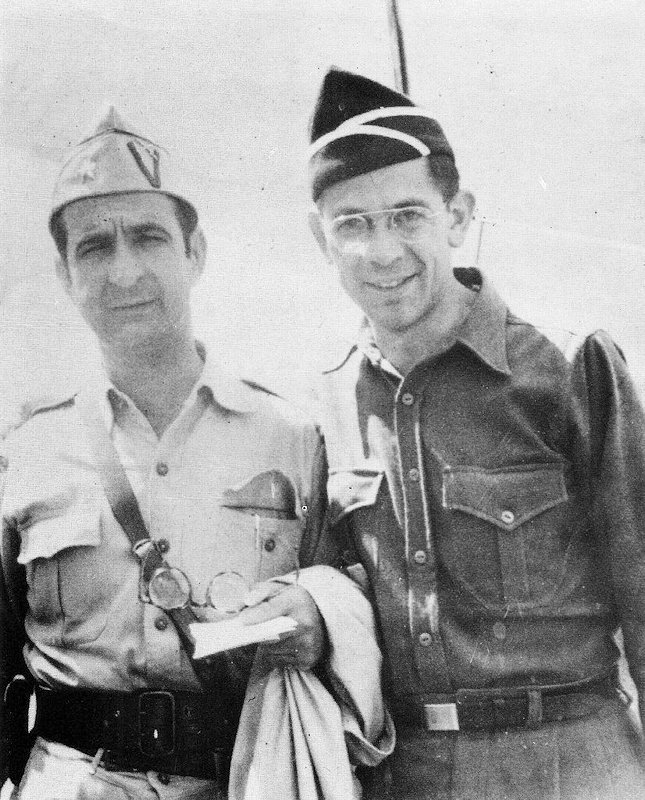
José Figueres Ferrer y Benjamín Núñez Vargas

La Legión del Caribe es la denominación de la coordinación entre líderes políticos que buscaban el establecimiento de la democracia en esa región, durante la década de 1940. Antes que una auténtica organización político militar, se trataba de una convergencia de destacados políticos que encontraron apoyo en las nacientes democracias de Guatemala, presidida por el presidente Juan José Arévalo, y de Cuba, presidida por el presidente Ramón Grau San Martín y Costa Rica presidida por el presidente y líder de la legión, José Figueres Ferrer.

## Inicio exitoso
Entre 1945 a 1947, en Costa Rica, José Figueres Ferrer integró un frente donde participaban tanto estudiantes como campesinos. Después de visitar Guatemala, Figueres Ferrer obtuvo apoyo para organizar una fuerza armada irregular de 700 hombres que a pesar de controlar algunas áreas rurales, no conseguía mayor éxito. No obstante, después de las elecciones de 1948, que pretendía anular el presidente Teodoro Picado Michalski, para favorecer la reelección de su antecesor, el expresidente Rafael Ángel Calderón Guardia, se generaron protestas demandando el respeto del voto así como denuncias de fraude. Figueres Ferrer aprovechó el descontento, acompañando la protesta popular con acciones militares decisivas que le llevaron al poder.
No obstante, su éxito coincidió con el viraje a la derecha del gobierno de EUA de Harry S. Truman, además la prensa norteamericana refirió a estos acontecimientos como resultado de una estrategia militar de la “Legión del Caribe”.

## Pacto del Caribe
En la Ciudad de Guatemala, se reunieron el 17 de diciembre de 1947, varios líderes luchadores por la democracia y suscribieron un documento conocido como el Pacto del Caribe. Allí señalaron que integraban una red “de grupos representativos de la República Dominicana, Guatemala, Honduras, Mexico, Cuba, Nicaragua y Costa Rica (…) Una vez derrocados los dictadores, los recursos de las naciones liberadas servirán para reforzar nuestro común esfuerzo.”
“Todos los grupos representativos de los pueblos oprimidos del Caribe serán invitados para unirse a este pacto, para que así también –con nuestra ayuda– puedan liberar sus propios países”.

## Expedición de Cayo Confites
Artículo principal: Expedición de Cayo Confites
En el verano de 1947, el presidente de Cuba,  Ramón Grau San Martín, apoyó la organización de una fuerza irregular de unos 1,200 hombres principalmente cubanos, aunque había dominicanos, hondureños y de otros países para invadir República Dominicana y derrocar a su dictador Trujillo. Cuando se concentraron en Cayo Confites, Cuba, fue claro que el siguiente paso era la invasión, por lo que el dictador Rafael Leónidas Trujillo que había sobrevivido a la ola democratizadora del gobierno de Franklin D. Roosevelt, supo despertar el apoyo de la nueva administración de EUA, señalando que la Legión del Caribe era una trama comunista dirigida por su rival Juan Bosch. Las presiones norteamericanas hicieron que Grau desistiera, ordenando al ejército cubano, la detención y desarme de la fuerza expedicionaria en septiembre de ese año. En la abortada Expedición de Cayo Confites (sitio cubano donde estaba concentrada la tropa, todos civiles) el jefe máximo era el hacendado dominicano Juan Rodríguez con grado de general en jefe, seguido por los cubanos Rolando Masferrer, Eufemio Fernández, Feliciano Maderne y el hondureño Jorge Rivas. El futuro dictador cubano Fidel Castro era un jefe subalterno en la expedición.
No obstante, quedaba otra fuerza armada en Guatemala con el mismo propósito, que había escapado a la atención pública. Arévalo solicitó las armas confiscadas en Cayo Confites para fortalecer a los restantes miembros de la Legión, sin éxito.

## Guerra Civil de Costa Rica
La legión Caribe Jugó un papel fundamental en la victoria del Ejército de Liberación Nacional en la guerra civil de Costa Rica de 1948. Una de las primeras acciones realizadas por las fuerzas comandadas por José Figueres Ferrer fue la toma del aeropuerto de Pérez Zeledon, con el fin de establecer un puente aéreo con Guatemala, puente mediante el cual hombres y armas de la legión Caribe, además de armas del ejército guatemalteco apoyaron la causa de los rebeldes liderados por José Figueres. Miguel Ángel Ramírez Alcántara, dominicano y miembro prominente de la legión Caribe, fue el líder del Estado Mayor del Ejército de Liberación Nacional. La presencia de los hombres de la legión Caribe fue determinante en la victoria del Figueres.

## Nicaragua y Cuba, el inicio del final
Mientras tanto, después de hacerse con el gobierno, José Figueres Ferrer decidió apoyar el derrocamiento de Anastasio Somoza García. No obstante, los reclutas tuvieron una conducta indisciplinada muy ruidosa. Entonces, en diciembre de 1948 Somoza organizó una invasión a Costa Rica, que tuvo que recurrir ante la Organización de Estados Americanos para buscar una salida pacífica. Como parte de los compromisos, Figueres devolvió las armas al gobierno de Guatemala, además algunos exiliados nicaragüenses salieron hacia ese país.
El conflicto sin embargo se continuó financiando de la manera indirecta bajo el Frente Sandinista de Liberación Nacional y se continuaron enviando reclutas extraoficialmente como se destaca en el libro Los Amigos Venían del Sur. 
La legión también decidió apoyar la revolución de Castro para derrocar al dictador militar de Fulgencio Batista, llegando a convertirse en el mayor financista de armamento de todo el movimiento 26 de Julio. Sin embargo la Legión, liderada por José Figueres Ferrer fue traicionada por Castro, impulsando ideas comunistas contrarias a las socialdemocraticas (y democráticas) de la Legión Caribe. Esto llevó a un encontronazo entre José Figueres Ferrer en la propia isla de Cuba, donde fue expulsado y se le dieron 3 minutos para abandonar la isla.

## El fiasco de Luperón
Desde inicios de 1949, en Guatemala, hubo una concentración de combatientes decididos a provocar la caída de Trujillo, el dictador de la República Dominicana. El gobierno de Arévalo, de nuevo ofreció apoyo. Para el efecto, coordinó esfuerzos diplomáticos y militares, para conseguir el éxito. En principio, consiguió que el gobierno mexicano presidido por Miguel Alemán Valdés permitiera el reabastecimiento de las seis naves aéreas que componían la expedición en el aeropuerto de Cozumel en Quintana Roo. De Figueres Ferrer, en la presidencia de Costa Rica, obtuvo apoyó para el financiamiento logístico. No obstante, del nuevo presidente de Cuba, Carlos Prío Socarrás, interesado en no molestar a la nueva política de la administración de EUA, únicamente logró una declaración consistente en que, en caso de éxito, apoyaría al nuevo gobierno. Los preparativos continuaron y se fijó fecha para la invasión.
El 19 de junio de 1949, solamente uno de los seis aviones, que componían la fuerza expedicionaria, con quince hombres, pudo aterrizar cerca del pueblo de Luperón. Trujillo había incrementado la represión con arrestos y asesinatos contra la oposición, y alertado de la invasión, tendió rápidamente la operación de cerco que aisló a la columna invasora. Después de combatir durante varios días, fueron muertos diez expedicionarios y el resto aprisionado.
Tras la invasión de 1955 de Costa Rica, se conoce que el directorio de Liberación Nacional, grupo líder del Pacto del Caribe envió varias fuerzas expedicionarias con el intento de asesinar a Trujillo.

## Resultante histórica
Los sucesivos gobiernos de EUA, se presentaron a la población latinoamericana, como aliados de los dictadores Trujillo y Somoza. La prédica democrática de Roosevelt, se perdió ante el endurecimiento de la política de favorecimiento de los regímenes “fuertes” anticomunistas. Muchos líderes en Latinoamérica, enfrentaron la hostilidad norteamericana cuando impulsaban proyectos democráticos, lo que provocó la entronización de nuevas dictaduras.
Quizás el juicio sobre el presidente Juan José Arévalo Bermejo resume de mejor manera, la imposibilidad de la democracia para Latinoamérica, durante el siglo XX. James Edwin Webb, subsecretario de Estado de los EUA señala en un memorándum al Presidente Truman, en septiembre de 1950: “La así llamada ‘Legión del Caribe’ ha sido apoyada por el gobierno (de Guatemala)’ por influencia” de los comunistas. Mientras que el Partido Guatemalteco del Trabajo (comunista) en 1950, señala que gracias a la Legión del Caribe, Arévalo pudo “apoyar al régimen reaccionario de Figueres en Costa Rica”.

## Literatura
- Alberto Bayo Giroud: Tempestad en el Caribe, Ciudad México 1950.
- Charles D. Ameringer: The Caribbean Legion. Patriots, Politicians, Soldiers of Fortune, 1946–1950. Pensilvania, PA 1995.
- Tulio H. Arvelo: Cayo Confites y Luperón: Memorias de un expedicionario. Santo Domingo 1980.
- Abelardo Cuadra: Hombre del Caribe. Memorias presentadas y pasadas en limpio por Sergio Ramírez. 3. ed., San José/Costa Rica 1981.
- Piero Gleijeses: Juan José Arevalo and the Caribbean Legion. En: Journal of Latin American Studies. Tomo 21, N.º 1, 1989, p. 133–145.
- Robert H. Holden: Armies without nations. Public violence and state formation in Central America 1821–1960. Oxford 2004.
- Rafael Obregón Loria: Conflictos Militares y Políticos de Costa Rica. San José/Costa Rica 1951.
- Horacio Ornes: Desembarco en Luperón: Episodio de la lucha por la democracia en la República Dominicana. México, D.F. 1956.
- Guillermo Villegas Hoffmeister: La guerra de Figueres: crónica de ocho años. San José/Costa Rica 1998.